# Geometrična umetnost
Geometrična umetnost je faza razvoja grške umetnosti, ki je ime dobila po značilnih geometrijskih vzorcih v vaznem slikarstvu. Njen vrh je čas proti koncu grške temne dobe, okoli leta 900 - 700 pred našim štetjem. Njen center so bile Atene, od tam pa se je slog razširil med trgovskimi mesti v Egejskem morju. 
Grška temna doba se imenuje tudi geometrično obdobje glede na ta značilen slog v lončarstvu, čeprav je zgodovinsko obdobje veliko daljše kot umetnostnozgodovinsko obdobje (okoli 1100 - 800 pr. n. št.) 

## Keramika

### Protogeometrično obdobje
Med protogeometričnim obdobjem (1050-900 pred našim štetjem) so bile mikenske oblike posod pozabljene, oblika je postala stroga in enostavna in razdeljena na vodoravne okrasne pasove z nekaj narisanimi geometrijskimi oblikami, običajno koncentrični krogi ali polkrogi naslikanimi s pomočjo šestila.

### Zgodnje geometrično obdobje
V zgodnjem geometričnem obdobju (900-850 pr. n. št.) je bila višina posode povečana, okras pa omejen okoli vratu in navzdol do sredine trupa posode. Preostala površina je prekrita s tanko plastjo gline, ki je med žganjem postala temna, sijoče kovinske barve.  To je bilo obdobje, ko je bila v lončarstvu dodana umetniška tema meandra - zalomljene vijuge, najbolj značilnega elementa geometrične umetnosti.

### Srednje geometrično obdobje
V srednjem geometričnem obdobju (850-760 pred našim štetjem) se je dekorirano območje razširilo zaradi ustvarjanja trakaste mreže, vijuge prevladujejo v najbolj pomembnem področju, v metopi, ki je nameščena med ročaji.

### Pozno geometrično obdobje
Medtem ko je bila tehnika srednjega geometričnega obdobja še vedno v uporabi na začetku 8. stoletja pred našim štetjem, so nekateri lončarji ponovno obogatili dekoracijo vaze z oblikami živali na področju med vratom in bazo in uvedli glavno figuralno podobo med ročaji. To je bila prva faza poznega geometričnega obdobja (760-700 pred našim štetjem), v katerem je veliko t.i. dipilonskih posod postavljenih na grobove kot nagrobni spomenik  in predstavljajo s svojo višino (pogosto 1,50 m) in popolnostjo izvedbe, najvišji izraz grške geometrične umetnosti.
Njihova glavna tema je bila sedaj ležeče telo v grobu (prothesis) in tarnanje za mrtvimi - naricanje (amfora v Nacionalnem arheološkem muzeju v Atenah), vožnja proti grobu s častnim vozom (krater v Narodnem arheološkem muzeju v Atenah) in razni drugi predmeti, povezani s podobnimi opisi obrednih pokopov v homerskih epih.
Ljudje in živali so upodobljeni geometrično v temno sijajni barvi, medtem ko so druge posode s strogimi območji vijug, ukrivljenih linij, krogov, svastik, v istem grafičnem konceptu. Kasneje se je glavna tragična tema zmanjšala, kompozicija umirila, geometrične oblike so postale bolj svobodne, in območja z živalmi, pticami, prizori razbitin, lovski prizori, teme iz mitologije ali homerskih epov vodijo geometrično lončarstvo v bolj naturalističen izraz. 
Eden od značilnih primerov poznega geometričnega sloga je najstarejše ohranjeno podpisano delo grškega lončarja Aristonotosa (ali Aristonofos) (7. stoletje pred našim štetjem). Vaza je bila najdena v kraju Cerveteri v Italiji in ponazarja Odisejevo oslepitev Polifema in njegovih tovarišev. Od srede 8. stoletja pred našim štetjem, so pogostejši stiki med Grčijo in vzhodom obogatili keramično umetnost z novimi predmeti - kot so levi, panterji, domišljijska bitja, rozete, palmete, lotosovim cvetjem, itd., kar je privedlo do sloga orientaliziranega obdobja, v katerem se keramični slog Korinta razlikuje.

## Geometrični motivi
Vaze v geometričnem slogu so značilne po več vodoravnih pasovih preko oboda, ki pokrivajo celotno vazo. Med temi smernicami je geometrični umetnik uporabljal vrsto drugih dekorativnih motivov, kot so cikcak, trikotnik, meander in svastiko. Poleg abstraktnih elementov so slikarji tega obdobja predstavili stilizirane upodobitve ljudi in živali, kar predstavlja pomemben odmik od prejšnje protogeometrične umetnosti. Veliko ohranjenih predmetov tega obdobja so pogrebni predmeti, od katerih je še posebej pomembna skupina amfor, ki so služile kot nagrobniki za plemiške grobove, predvsem Dipilonova amfora mojstra dipilonske vaze. 
Linearni vzorci so bili glavni motiv uporabljen v tem obdobju. Vzorec meander je pogosto postavljen v pasovih in se uporablja za okvir za dekoracijo večje ploskve. Najpogosteje dekorirani predmeti kot so bile amfore in lekiti in to po vratu in trupu, ki ne le da sta ponudila največjo svobodo za okrasitev, ampak sta poudarila tudi višje dimenzije posode. 

## Človeške upodobitve
Prve človeške figure so se pojavile okoli 770 pred našim štetjem na ročajih vaze. Moški je upodobljen s trikotnim trupom, jajčasto glavo brez nosu in dolgimi cilindričnimi stegni in meči. Ženske figure so bile tudi abstraktne. Njihove dolge lase so bile upodobljene kot niz linij, njihove prsi so se pojavile kot nakazane pod pazduho. 